# Borabue (huyện)
Borabue (tiếng Thái: บรบือ) là một huyện (amphoe) ở trung bộ của tỉnh Maha Sarakham, đông bắc Thái Lan.

## Địa lý
Các huyện giáp ranh (từ phía bắc theo chiều kim đồng hồ) là Kosum Phisai, Mueang Maha Sarakham, Wapi Pathum, Na Chueak và Kut Rang.

## Lịch sử
In 1897 Huyện được thành lập, lúc đó tên là Patchin Sarakham (ปจิมสารคาม). Năm 1913, tên được đổi thành Thakhon Yang (ท่าขรยาง). Năm 1914, thống đốc Maha Sarakham đã đặt tên mới Borabue.

## Administration
Huyện này được chia thành 15 phó huyện (tambon), các đơn vị này lại được chia ra thành 203 làng (muban). Borabue là một thị trấn (thesaban tambon) nằm trên một phần của tambon Borabue. Có 15 Tổ chức hành chính tambon.
| STT | Tên           | Tên tiếng Thái | Số làng | Dân số |  |
| --- | ------------- | -------------- | ------- | ------ |  |
| 1.  | Borabue       | บรบือ           | 16      | 14.026 |  |
| 2.  | Bo Yai        | บ่อใหญ่          | 17      | 13.275 |  |
| 4.  | Wang Chai     | วังไชย          | 10      | 5.004  |  |
| 5.  | Nong Muang    | หนองม่วง        | 13      | 6.489  |  |
| 6.  | Kamphi        | กำพี้            | 15      | 6.979  |  |
| 7.  | Non Rasi      | โนนราษี         | 13      | 7.299  |  |
| 8.  | Non Daeng     | โนนแดง         | 19      | 11.732 |  |
| 10. | Nong Chik     | หนองจิก         | 20      | 9.319  |  |
| 11. | Bua Mat       | บัวมาศ          | 9       | 3.580  |  |
| 13. | Nong Khu Khat | หนองคูขาด       | 16      | 6.369  |  |
| 15. | Wang Mai      | วังใหม่          | 10      | 4.836  |  |
| 16. | Yang          | ยาง            | 15      | 4.010  |  |
| 18. | Nong Sim      | หนองสิม         | 10      | 5.521  |  |
| 19. | Nong Ko       | หนองโก         | 10      | 5.669  |  |
| 20. | Don Ngua      | ดอนงัว          | 10      | 4.148  |  |

Các con số mất là tambon nay tạo thành huyện Kut Rang.